# Phemeranthus
Phemeranthus es un género de plantas de la familia Montiaceae. Es originario de Norteamérica.

## Taxonomía
Phemeranthus fue descrito por Constantine Samuel Rafinesque y publicado en Specchio delle Scienze 1: 86. 1814. La especie tipo es: Phemeranthus teretifolius (Pursh) Raf. 

## Especies aceptadas
A continuación se brinda un listado de las especies del género Phemeranthus aceptadas hasta mayo de 2012, ordenadas alfabéticamente. Para cada una se indica el nombre binomial seguido del autor, abreviado según las convenciones y usos:
- Phemeranthus aurantiacus (Engelm.) Kiger
- Phemeranthus brevicaulis (S. Watson) Kiger
- Phemeranthus brevifolius (Torr.) Hershkovitz
- Phemeranthus calcaricus (S. Ware) Kiger
- Phemeranthus humilis (Greene) Kiger
- Phemeranthus longipes (Wooton & Standl.) Kiger
- Phemeranthus marginatus (Greene) Kiger
- Phemeranthus mengesii (W. Wolf) Kiger
- Phemeranthus mexicanus (Hemsl.) G. Ocampo
- Phemeranthus multiflorus (Rose & Standl.) G. Ocampo
- Phemeranthus napiformis (DC.) Raf.
- Phemeranthus oligospermus (Brandegee) G. Ocampo
- Phemeranthus palmeri (Rose & Standl.) T.M. Price
- Phemeranthus parviflorus (Nutt.) Kiger
- Phemeranthus parvulus (Rose & Standl.) T.M. Price
- Phemeranthus rugospermus (Holz.) Kiger
- Phemeranthus spinescens (Torr.) Hershkovitz
- Phemeranthus teretifolius (Pursh) Raf.
- Phemeranthus thompsonii (N.D. Atwood & S.L. Welsh) Kiger
- Phemeranthus validulus (Greene) Kiger